# Daniel Friedrich Parthey

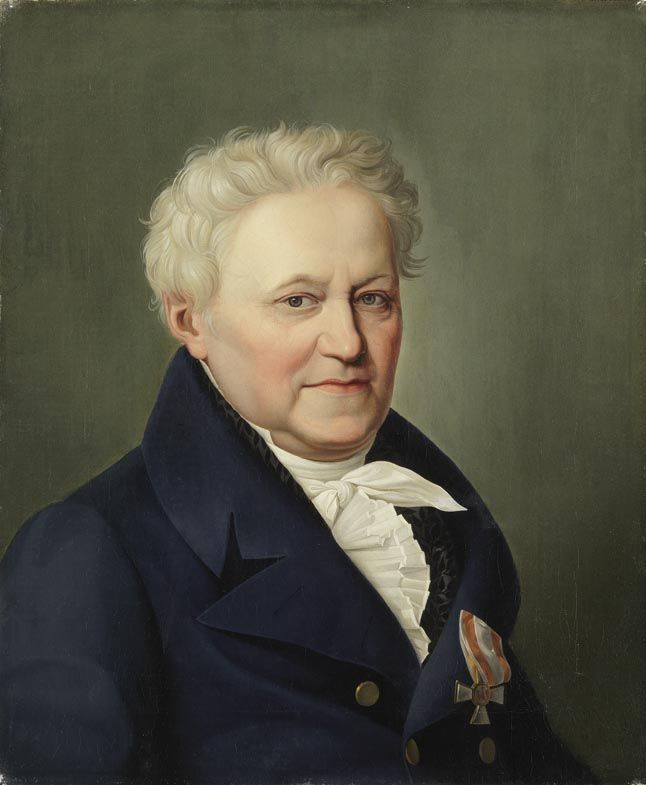
Daniel Friedrich Parthey, 1822 gemalt von Wilhelm Schadow

Daniel Friedrich Parthey (* 26. Dezember 1745 in Frankenberg (Sachsen); † 19. April 1822 in Berlin) war ein deutscher Musiker, Verleger und Hofrat im Preußischen General-Finanzdirektorium.

## Leben
Daniel Friedrich Parthey war der Sohn des wohlhabenden Zeug- und Leinenwebers Daniel Parthey (* 24. September 1696) im sächsischen Frankenberg und dessen zweiter Frau, der Tochter des Bürgermeisters Jeschke. Er war ursprünglich ebenfalls ein Leineweber, ging 1769 nach Leipzig, verdiente seinen Unterhalt durch Notenschreiben und Stundengeben, lernte Französisch und Italienisch und bildete sich beim Kapellmeisters Johann Adam Hiller musikalisch aus.
1774 wurde er auf Empfehlung Hillers, der sein besonderes musikalisches Talent erkannt hatte, Musik- und Hauslehrer bei Georg Johann Friedrich Baron (ab 1779 Graf) von Medem in Mitau in Kurland und unterrichtete dort den Sohn Johann Friedrich und die Tochter Dorothea, die spätere Herzogin von Kurland. Mit der ältesten Tochter Elisa von der Recke verband ihn eine lebenslange Freundschaft. 1777 begleitete er Johann Friedrich von Medem (1758–1778) auf einer Reise nach Deutschland und Frankreich. In Straßburg starb der junge Graf am 11. Juni 1778. Parthey kehrte 1779 nach Mitau zurück. Als Mitglied der dortigen Kapelle entwickelte er sich zum Klavier- und Flötenvirtuosen. Nach 1784 ging er nach Berlin, wo er durch Göckingk bei Friedrich Nicolai eingeführt wurde. Göckingk verschaffte ihm später eine Stelle als Hofrat im Generalfinanzdirektorium.
Am 19. Juli 1797 heiratete er Wilhelmine Margaretha Elisabeth Nicolai (* um 1767; † 1. September 1803), die älteste Tochter Friedrich Nicolais. Mit ihr hatte er die Kinder Gustav und Lilli, die später den Komponisten Bernhard Klein heiratete. Nachdem Wilhelmine bereits 1803 verstorben war, heiratete er am 17. Juni 1806 Charlotte Nicolai geb. Eichmann, die Witwe seines Schwagers David Nicolai. Der gemeinsame Sohn war Moritz Pancratius Parthey (* 12. Mai 1807). Nach dem Tod seines Schwiegervaters Friedrich Nicolai im Jahr 1811 führte Daniel Friedrich Parthey die Verlagsbuchhandlung bis zu seinem Tod weiter. Danach leitete sein Sohn Gustav die Nicolaische Buchhandlung.